# Resolutie 178 Veiligheidsraad Verenigde Naties
Resolutie 178 van de Veiligheidsraad van de Verenigde Naties was de eerste resolutie die werd aangenomen door de VN-Veiligheidsraad in 1963. Dat gebeurde unaniem op 24 april van dat jaar. De resolutie vroeg Portugal om de soevereiniteit van Senegal, een buurland van Portugees-Guinea, te respecteren.

## Achtergrond
Toen na de Tweede Wereldoorlog de dekolonisatie van Afrika op gang kwam, ontstonden ook in de Portugese koloniën op het continent onafhankelijkheidsbewegingen. In tegenstelling tot andere Europese landen voerde het dictatoriale regime dat Portugal destijds kende dertien jaar lang oorlog in Angola, Guinee-Bissau, Kaapverdië en Mozambique. Behalve in Guinee-Bissau kon het Portugese leger overal de bovenhand halen, maar de oorlog kostte handenvol geld en het land raakte internationaal geïsoleerd. Pas toen de Anjerrevolutie in 1974 een einde maakte aan de dictatuur, werden ook de koloniën als laatsten in Afrika onafhankelijk.
De rebellen in Portugees-Guinea werden gesteund door buurland Senegal. Het Portugese leger schond dan ook geregeld de grens tussen beide landen in de strijd tegen de rebellen. Senegal diende hierover klacht in bij de VN, en die klacht was de aanleiding tot deze resolutie. Voorafgaand werden Senegal, Portugal, Congo-Brazzaville en Gabon uitgenodigd om zonder stemrecht deel te nemen aan de discussie over de kwestie.
Het Portugese leger zou in de komende jaren nog vele malen het grondgebied van Senegal binnendringen. Dat zou enkele jaren later opnieuw tot klachten van die laatste leiden.

## Inhoud
De Veiligheidsraad had de verklaringen van Senegal en Portugal gehoord over de schending van het Senegalese grondgebied door het Portugese leger; onder meer te Bouniak op 8 april, en betreurde deze incidenten. De incidenten konden voor spanningen zorgen tussen de twee partijen. Portugal had gezegd de Sengalese soevereiniteit en territoriale integriteit te zullen respecteren. Aan de Portugese regering werd gevraagd om schendingen daarvan te voorkomen.

## Verwante resoluties
- Resolutie 163 Veiligheidsraad Verenigde Naties
- Resolutie 180 Veiligheidsraad Verenigde Naties
- Resolutie 183 Veiligheidsraad Verenigde Naties

Lijst ·  178 ·  179 ·  180 ·  181 ·  182 ·  183 ·  184 ·  185